# بطولة كاريوكا 1968
بطولة كاريوكا 1968 هو موسم من بطولة كاريوكا. فاز فيه بوتافوغو ريغاتاس.